# Molossops neglectus
El murciélago cola libre de Guayana o moloso chico acanelado (Molossops neglectus), es una especie de quiróptero que habita en los bosques de Sudamérica desde el sur de Colombia hasta el parque nacional de Iguazú al norte de Argentina, con registros adicionales en varias zonas de Brasil, Venezuela, Guyana, Surinam y el Perú.

## Descripción
El pelaje del dorso es marrón oscuro con la raíz del pelo blanca. La envargadura de sus alas es 27 cm; su antebrazo mide entre 3,4 y 4 cm; la circunferencia craneana alcanza entre 1,5 y 1,8 cm y la longitud mandibular es de 1 a 1,3 cm.

## Alimentación
Su dieta consiste en insectos.

## Importancia sanitaria
Esta especie es considerada como vector biológico de la rabia.